# Stacja Narciarska Jurgów
Stacja Narciarska Jurgów Ski – kompleks tras narciarskich położony na południe od Jurgowa, w południowo-zachodniej części Polskiego Spiszu na granicy polsko-słowackiej (200 m od granicy) na zachodnim zboczu Górkowego Wierchu (1046 m n.p.m.) u stóp Tatr Bielskich. Stacja znajduje się na wysokości 831 m n.p.m., 500 m od granicy ze Słowacją. W ofercie znajduje się 4,5 km tras zjazdowych o różnym stopniu trudności. Otwarte w sezonie zimowym: codziennie 9:00–21:00.

## Wyciągi
W skład kompleksu wchodzą:
- (A) krzesełkowa 4-osobowa „Hawrań” kolej linowa na Górków Wierch firmy Tatrapoma a.s. (Słowacja), o długości 756 m i przepustowości 2400 osób na godzinę (czas wjazdu – 4,8 minuty),
- (B) krzesełkowa 4-osobowa „Murań” kolej linowa na Górków Wierch firmy Tatrapoma a.s. (Słowacja), o długości 705 m i przepustowości 2400 osób na godzinę (czas wjazdu – 4,5 minuty),
- (C) 1 wyciąg talerzykowy „Gronicek” o długości 636 m i przepustowości 900 osób na godzinę (czas wjazdu – 3 minuty),
- (D) 1 wyciąg talerzykowy „Kubuś” na oślej łączce o długości 120m, przepustowość ok. 500 osób/h. (czas wyjazdu 1,5 minuty),
- (E) 1 wyciąg talerzykowy „Hawranek” o długości 150 m i przepustowości 600 osób na godzinę (czas wjazdu – 2 minuty),
- (F) 1 wyciąg talerzykowy „Wierchowy” o długości 370 m, przepustowość ok. 900 osób/godzinę (czas wyjazdu 2 minuty).

## Trasy
Do dyspozycji jest 7 tras narciarskich (tabela poniżej).
Trasa nr 3 ma od 2009 roku homologację FIS uprawniającą do organizacji zawodów slalomowych dla obu płci. Trasa nr 5 jest jedną z kilkunastu tras zjazdowych w Polsce o czarnym stopniu skali trudności. Została uruchomiona 30 grudnia 2010 r.

## Pozostała infrastruktura
Na terenie Stacji dostępne są:
- bezpłatny parking
- bezpłatny WC
- wypożyczalnia sprzętu narciarskiego i serwis narciarski
- szkoła narciarska „Ski-plus”
- restauracja „Hawrań”
- liczne kioski z lokalnymi wyrobami.

Noclegi dostępne są w prywatnych kwaterach w Jurgowie. Korzysta z nich kilkaset osób rocznie. Planowane jest ożywienie pobliskiego skansenu i przystosowanie szałasów na miejsca noclegowe.
Inne atrakcje:
- przygotowane zostały również 2 narciarskie trasy biegowe: jedna o długości około 4 km. Druga, krótsza jest przygotowana w sąsiedztwie zabytkowych szałasów naprzeciwko stacji narciarskiej
- organizacja zawodów slalomowych
- darmowy dojazd busem z Białki Tatrzańskiej w czasie sezonu narciarskiego
- nocna przejażdżka ratrakiem
- wynajem skuterów śnieżnych
- (latem) spływ Białką, wypożyczalnia pontonów i kajaków
- miejsce startowe dla paralotniarzy
- planowana jest budowa tras do indywidualnego zjazdu rowerem na czas (downhill). Trasa zjazdu będzie miała długości około 2000 m. Będzie uzbrojona w mega hopy, odcinki techniczne, drewniane i ziemne bandy
- atrakcje turystyczne w Jurgowie[2].

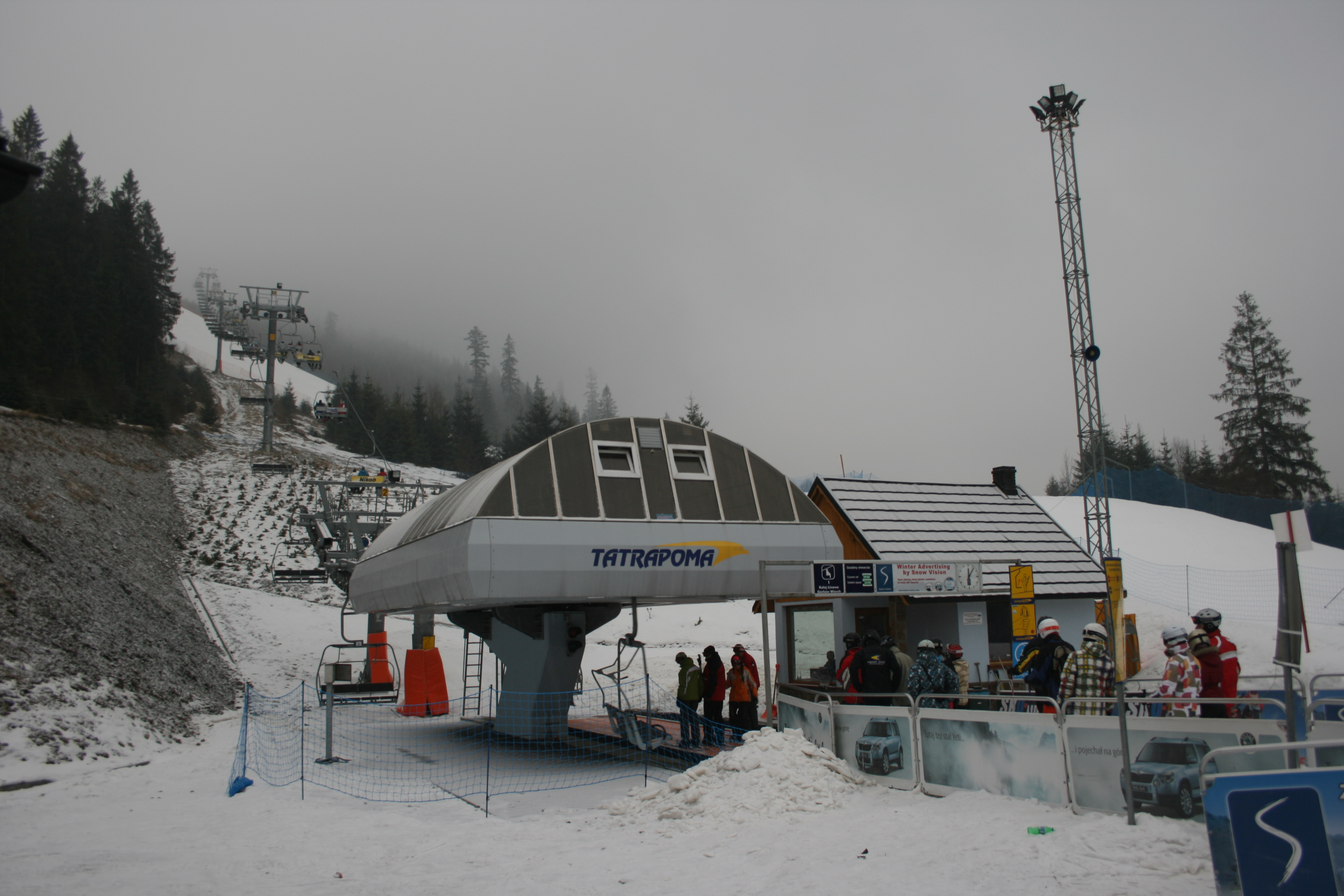
Dolna stacja wyciągu krzesełkowego

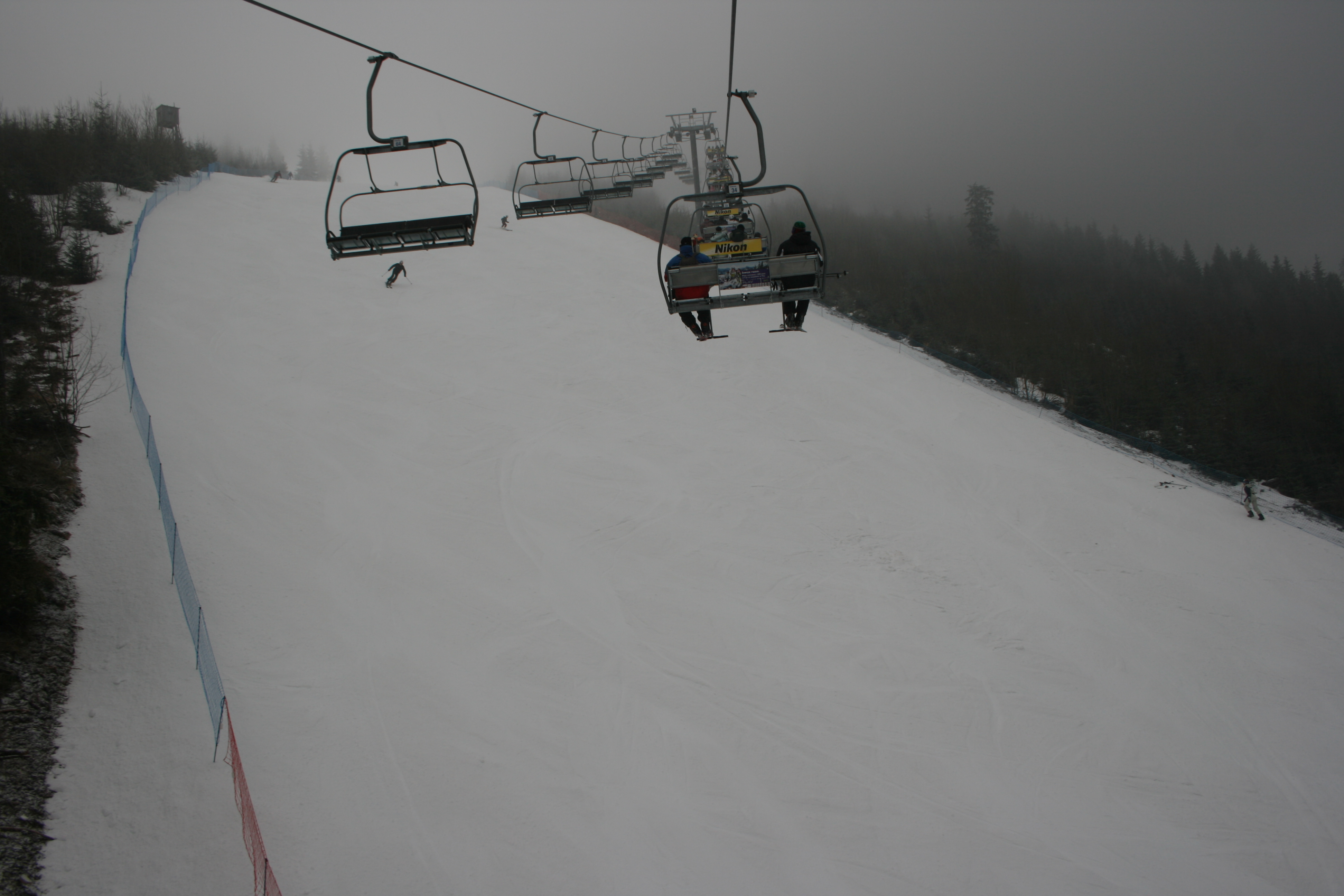
Fragment czarnej trasy przechodzącej pod wyciągiem

| Nazwa trasy | Trudność           | Start                              | Start                 | Meta                               | Meta                  | Dłu- gość (m) | Prze- wyż- sze- nie (m) | Na- chy- le- nie (%) | Oś- wie- tle- nie | Sztucz- ne naśnie- żanie | Homologacja FIS | Homologacja FIS  | Uwagi                                                                          |
| Nazwa trasy | Trudność           | nazwa                              | wyso- kość (m n.p.m.) | nazwa                              | wyso- kość (m n.p.m.) | Dłu- gość (m) | Prze- wyż- sze- nie (m) | Na- chy- le- nie (%) | Oś- wie- tle- nie | Sztucz- ne naśnie- żanie | numer           | ważna do         | Uwagi                                                                          |
| ----------- | ------------------ | ---------------------------------- | --------------------- | ---------------------------------- | --------------------- | ------------- | ----------------------- | -------------------- | ----------------- | ------------------------ | --------------- | ---------------- | ------------------------------------------------------------------------------ |
| 1           | czerwona           | górna stacja wyciągu talerzykowego |                       | dolna stacja wyciągu talerzykowego |                       | 750           | 142                     | 19                   | tak               | tak                      |                 |                  |                                                                                |
| 2           | niebieska czerwona | górna stacja wyciągu krzesełkowego | 1028                  | dolna stacja wyciągu talerzykowego |                       | 1150          | 197                     | 17                   | tak               | tak                      |                 |                  |                                                                                |
| 3 (FIS)     | niebieska czerwona | górna stacja wyciągu krzesełkowego | 1028                  | dolna stacja wyciągu krzesełkowego |                       | 950           | 197                     | 21                   | tak               | tak                      | 9221/09/09      | 1 listopada 2019 | homologacja dla slalomu obu płci ze startem na wys. 997 m i metą na wys. 825 m |
| 4           | zielona            | górna stacja wyciągu „ośla łączka” |                       | dolna stacja wyciągu „ośla łączka” |                       | 150           | 30                      | 20                   | tak               | tak                      |                 |                  |                                                                                |
| 5           | czarna             | górna stacja wyciągu krzesełkowego | 1028                  | dolna stacja wyciągu krzesełkowego |                       | 950           | 197                     | 21                   | tak               | tak                      |                 |                  |                                                                                |
| 6           | niebieska          | górna stacja wyciągu „Wierchowy”   | 1028                  | dolna stacja wyciągu „Wierchowy”   |                       | 400           | 60                      | 19                   | tak               | tak                      |                 |                  |                                                                                |
| 7           | zielona            | górna stacja wyciągu „Kubuś”       |                       | dolna stacja wyciągu „Kubuś”       |                       | 120           | 16                      | 17                   | tak               | tak                      |                 |                  |                                                                                |

## Operator
Operatorem stacji jest Centrum Rekreacji i Wypoczynku „Hawrań” sp. z o.o. w Jurgowie. Przewodniczącym rady nadzorczej spółki jest Józef Górka, prezesem zarządu jest Józef Milan Modła, a członkiem zarządu – Lesław Chowaniec. Spółka liczy ok. 250 udziałowców (ogromna większość to mieszkańcy Jurgowa) i dzierżawi ok. 400 działek. Łączna powierzchnia dzierżawionych działek wynosi ponad 27 ha. Spółka zatrudnia 37 osób. Cała wielkość inwestycji w budowę ośrodka to 22 mln zł, z czego 5 mln zł – dofinansowanie unijne, a 10 mln zł – kredyt bankowy. Przychody spółki w sezonie 2016/2017 wyniosły ok. 7 mln zł.

## Historia
Pierwszy wyciąg („wyrwirączka”) został uruchomiony w latach 80. XX wieku. Pierwszy spośród obecnie działających wyciągów (talerzykowy) został uruchomiony w 2007 roku.
W sezonie 2009/2010 Stacja zwyciężyła w plebiscycie „Najlepsza Stacja Narciarska Małopolski 2009/2010 – Bezpiecznie i Rozważnie” w kategorii „Duże stacje narciarskie”. 27 września 2010 roku Centrum Rekreacji i Wypoczynku „Hawrań” podpisało umowę z Zarządem Województwa Małopolskiego o dofinansowanie Projektu pt. Rozbudowa stacji narciarskiej „Hawrań” w Jurgowie w ramach Małopolskiego Regionalnego Programu Operacyjnego na lata 2007–2013. W tymże roku rozpoczęto budowę karczmy przy dolnej stacji wyciągu orczykowego. Karczma została oddana do użytku w 2014 roku. W tym samym roku uruchomiono wyciąg „F”.
Planowane jest unowocześnienie oświetlenia tras, nowe armatki śnieżne, dodatkowy ratrak i rozbudowa parkingu. W przyszłości na szczycie Górkowego Wierchu ma stanąć karczma z platformą widokową.